# 금잔화
금잔화(金盞花, Calendula arvensis, field marigold)는 국화과의 한해살이풀로 남유럽이 원산지이다.
높이는 30~50cm이고 가지가 갈라지며 전체에 선모 같은 털이 있어 독특한 냄새를 풍긴다. 봄철 화단이나 화분에 심는 이 꽃은 3~4월쯤 모판에 씨를 뿌리고 싹이 나온 다음 한 번 옮겨 심고, 5월 상순쯤 아주 심는다. 옮겨심기에 잘 견디지만 높은 기온과 가뭄을 싫어한다. 씨뿌리는 시기를 조절하여 연중 꽃을 피게 할 수도 있다. 7~8월에 주황색, 노란색 등 주로 황색 계통의 꽃이 피며 밤에는 오므라든다. 내한성이 있어 난지에서는 가을에 파종하면 12월부터 봄까지 출하가 가능하다. 산성 땅을 싫어하므로 흙에 석회를 섞고 물빠짐이 좋은 곳에서 가꾸어야 한다. 화단·화분 이외에 꽃꽂이·꽃다발 등에도 많이 이용된다. 꽃말은 겸손·인내이다.
피부에 좋아 목욕제나 화장품의 재료로도 쓰인다.